# Quercus kelloggii
Quercus kelloggii Newb. – gatunek roślin z rodziny bukowatych (Fagaceae Dumort.). Występuje naturalnie w zachodnich Stanach Zjednoczonych – w Kalifornii i Oregonie. 

## Morfologia

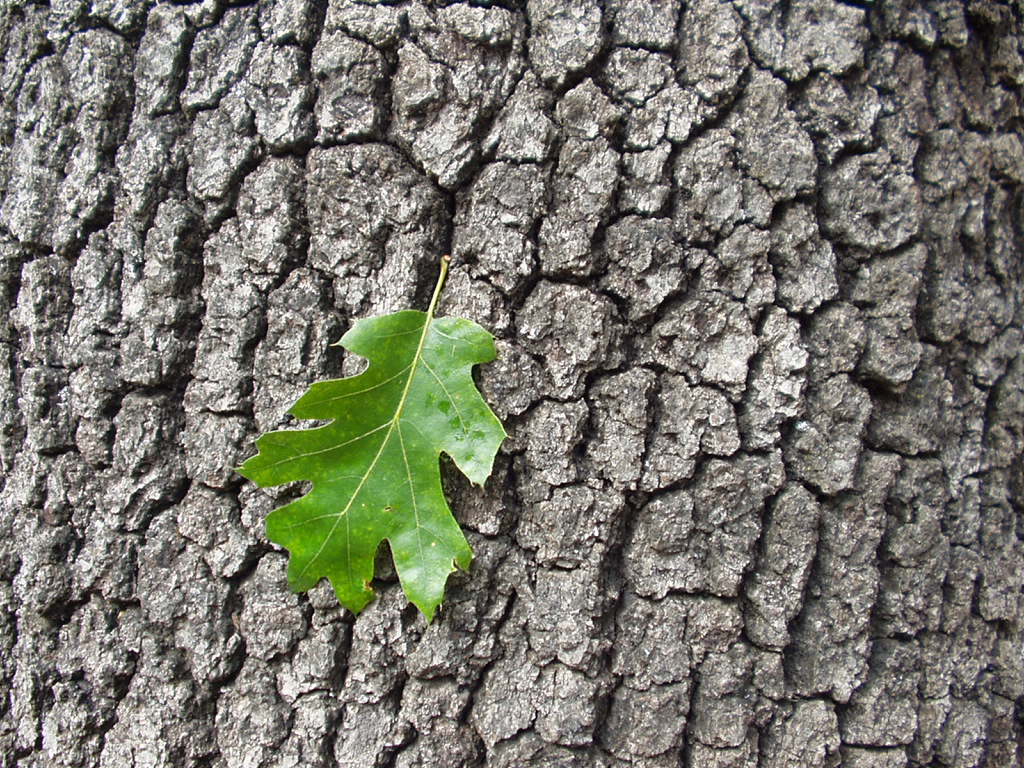
Liść na tle kory

PokrójZrzucające liście drzewo dorastające do 25 m wysokości. Kora ma brązową lub czarną barwę.
LiścieBlaszka liściowa ma owalny, eliptyczny lub odwrotnie jajowaty kształt. Mierzy 6–20 cm długości oraz 4–14 cm szerokości, ma nasadę od rozwartej do sercowatej i ostry wierzchołek, z 7–10 parami ostro zakończonych klapek na brzegu. Ogonek liściowy jest nagi lub owłosiony i ma 1–6 cm długości.
OwoceOrzechy zwane żołędziami o kształcie od podługowatego do elipsoidalnego, dorastają do 21–34 mm długości i 14–22 mm średnicy. Osadzone są pojedynczo w miseczkach w kształcie kubka, które mierzą 13–27 mm długości i 20–28 mm średnicy. Orzechy otulone są w miseczkach do 50–65% ich długości.

## Biologia i ekologia
Rośnie na zalesionych stokach. Występuje na wysokości do 2400 m n.p.m.